# Куляс Павло Петрович
Павло Петрович Куляс (нар. 14 квітня 1936, с. Пролетарське, тепер Водяхівка, Харківської обл.) — журналіст, редактор, історик, викладач університету, науковець, автор посібників з редагування. Відмінник освіти України (2006).

## Життєпис
Народився 14 квітня 1936 року в с. Пролетарське (нині Височинівка) Харківської обл.
Батько — Петро Романович Куляс. Мати — Марія Степанівна Пасічник.
1953 р. — закінчив Криворізьку середню школу. Почав працювати коректором і літературним працівником у газеті «Червоний гірник» під керівництвом головного редактора Миколи Антоновича Миколаєнка.
1954–1959 рр. — навчався в Київському державному університеті імені Тараса Шевченка на факультеті журналістики.
1959 р. — отримав призначення в обласну газету Миколаївщини «Південна правда», де працював під началом головного редактора Олександра Івановича Бабенка.
1960 р. — одружився.
На початку 60-х відбулася реформа місцевої преси: були впроваджені зональні видання, які працювали на кілька областей одночасно.
1962 р. — завідувач відділу по Миколаївській області газети, яка поширювалася на чотири області — Херсонську, Одеську, Миколаївську, Кримську.
1963 р. — відповідальний секретар зональної молодіжної газети «Комсомольська іскра» ЦК ЛКСМ України.
1966 р. — відповідальний редактор обласної молодіжної газети «Ленінське плем'я» в Миколаєві.
1967 р. — інструктор ЦК ЛКСМ України, згодом — заступник редактора республіканської газети «Молодь України».
1970 р. — інструктор ЦК КПУ України (зона відповідальності — преса), заступник зав. відділу пропаганди. Працював із Леонідом Макаровичем Кравчуком. На цих посадах виконував функції аналітика ЗМІ: до посадових обов'язків входили відрядження в усі області України, аналіз місцевих газет, підготовка звітів і доповідей щодо діяльності журналістів для очільників обкомів і центрального комітету партії. Звіти здавалися до архіву ЦК КПУ, вони є важливим джерелом історії української преси доби СРСР.
1977–79 рр. — заступник завідувача відділу пропаганди та агітації ЦК КПУ.
1979 р. — захистив кандидатську дисертацію «Уроки кризового розвитку в засобах масової інформації й пропаганди 1968–1972 років (Роль преси Чехословаччини у подіях 1968–1969 років)». Отримав звання кандидата історичних наук.
1991 р. — заступник завідувача редакційного відділу Секретаріату Верховної Ради України.
1999 р. — викладач Відкритого міжнародного університету розвитку людини «Україна» (Університету «Україна»). Розробляв і впроваджував курси, пов'язані з видавничою справою, редагуванням, журналістикою.
2000 р. — провідний науковий співробітник Інституту вищої освіти АПН України. Відповідальний секретар журналу «Вища освіта України» Інституту вищої освіти України (2000–2007).
2003 р. — викладач Національного педагогічного університету імені М. П. Драгоманова. Працював на кафедрі стилістики (2003–2005) і на кафедрі журналістики (2005–2021). Викладав курси: «Типологія помилок», «Коректура і типологія помилок», «Типологія видань», «Редакторська майстерність», «Редакторський фах», «Редакторсько-видавничий фах».
2011 р. — отримав звання доцента кафедри журналістики.
З 2021 р. — на пенсії.

## Родина
Дружина — Куляс (Келюх) Неля Никонівна (26 червня 1937), журналістка, редакторка, відповідальна секретарка редакції. Працювала в журналах «Радянська школа» (нині «Рідна школа»), «Вітчизна».
Діти — Андрущенко (Куляс) Тетяна Павлівна (1961 р.н.), лікарка; Куляс Ігор Павлович (1966 р.н.), журналіст, медіааналітик, медіатренер.

## Праці й наукова діяльність
За час роботи в закладах вищої освіти працював у двох напрямках наукових і методичних студій. Перший із них стосувався вивчення лінгвоциду в Україні й засобів подолання автоматизму суржику в мовленні. Другий пов'язаний із розробкою авторської класифікації помилок і системи вправ і завдань, які допомагають майбутнім редакторам навчитися виявляти (бачити) помилки в тексті й добирати оптимальні варіанти виправлень. Посібники Павла Куляса стали вагомим внеском у розвиток української науки про редагування і методики викладання редакторських дисциплін у вищій школі.
- Куляс, П. П. Словник найпоширеніших помилок у засобах масової інформації з варіантами їх виправлення: посібник для майбутнього редактора до курсу «Редагування різних видів літератури» / Павло Петрович Куляс; Відкр. міжнар. ун-т розвитку людини «Україна». — Київ: Україна, 2006. — 193 с.
- Куляс, П. П. Система — проти автоматизму суржику: редакторський погляд: навчальний посібник / Павло Петрович Куляс; Інститут вищої освіти АПН України, Національний педагогічний університет імені М. П. Драгоманова. — Київ: Вид-во НПУ імені М. П. Драгоманова, 2009. — 180 с.
- Куляс, П. П. Типологія помилок у корекційних таблицях [Текст]: навчальний посібник для студентів вищих навчальних закладів / Павло Петрович Куляс; Національний педагогічний університет імені М. П. Драгоманова, Інститут вищої освіти АПН України. — Київ: Вид-во НПУ імені М. П. Драгоманова, 2011. — 168 с. — URI: https://enpuir.npu.edu.ua/bitstream/handle/123456789/26055/Kulias_Korekts.Tab.pdf?sequence=1&isAllowed=y
- Куляс, П. П. Система — проти автоматизму суржику: редакторський погляд [Текст]: Навчальний посібник для студ. вищ. навч. закладів / Павло Петрович Куляс; Нац. пед. ун-т ім. М. П. Драгоманова, Ін-т вищої освіти НАПН України. — Київ: Вид-во НПУ ім. М. П. Драгоманова, 2013. — 294 с. — URI: https://enpuir.npu.edu.ua/bitstream/handle/123456789/26057/Kulias_Systema.pdf?sequence=1&isAllowed=y
- Куляс, П. П. Редакторський практикум (з дисципліни «Типологія помилок») [Текст]: Навчальний посібник для студ. спец. «Видавнича справа та редагування», «Журналістика», «Філологія» — з паралельною спеціалізацією «Редактор» та «Літературний редактор» / Павло Петрович Куляс; Нац. пед. ун-т ім. М. П. Драгоманова. — Київ: Вид-во НПУ ім. М. П. Драгоманова, 2014. — 336 с. — URI: https://enpuir.npu.edu.ua/bitstream/handle/123456789/26056/Kulias_Praktykum.pdf?sequence=1&isAllowed=y
- Куляс, П. П. Типологія помилок [Текст]: підручник-монографія: [книга для редактора] / Павло Петрович Куляс; Нац. пед. ун-т ім. М. П. Драгоманова. — Київ: Вид-во НПУ ім. М. П. Драгоманова, 2015. — 464 с. — URI: https://enpuir.npu.edu.ua/bitstream/handle/123456789/26058/Kulias_Typolohiia.pdf?sequence=1&isAllowed=y

## Нагороди
- Почесна грамота Президії Верховної Ради УРСР (1986)
- Нагрудний знак «Відмінник освіти України» (2006 р.)
- Медаль М. П. Драгоманова (2015).